# Людина, яка грала бога
«Людина, яка грала бога» (англ. The Man Who Played God) — американський кінофільм 1932 року, знятий режисером Джоном Адольфі. У головних ролях Джордж Арлісс і Бетті Девіс. Фільм є римейком однойменної німої стрічки 1922 року, головну роль у якій виконав також Джордж Арлісс. Існує також римейк 1955 року — «Щиро ваш» з Лібераче і Дороті Мелоун у головних ролях. В якості музичного супроводу у фільмі звучать твори Шопена, Бетховена та Артура Саллівана.

## Сюжет
Відомий піаніст Монтгомері Ройл закохується в молоду дівчину Грейс Блер, вона також, незважаючи на різницю у віці, кохає його. Напередодні весілля терористи вчиняють замах на життя короля й підривають бомбу в концертній залі, в результаті чого піаніст втрачає слух. Втративши можливість займатися музикою, він у відчаї наважується на самогубство. Останньої миті його зупиняють, і він вирішує присвятити себе таємній благочинності, тобто «грати бога» як він це називає. Він вчиться читати з губ. Цілі дні він проводить біля вікна свого нью-йоркського будинку, де живе під опікою своєї сестри Флоренс, нареченої Грейс та давньої подругу Мілдред Міллер, спостерігаючи через бінокль за людьми в Центральному парку, а потім таємно допомагаючи їм. Якось він бачить Грейс з молодим чоловіком, які освідчуються одне одному в коханні, і дівчина говорить, що вони не можуть бути разом, бо вона не може покинути свого нареченого через його інвалідність. Монтгомері не ображається, він повертає Грейс свободу, а сам одружується з Мілдред, яка давно його кохає.

## У ролях
| Актор              | Роль                 |
| ------------------ | -------------------- |
| Джордж Арлісс      | Монтгомері Ройл      |
| Бетті Девіс        | Грейс Блер           |
| Вайолет Гемінг     | Мілдред Міллер       |
| Луїза Клоссер Хейл | Флоренс Ройл         |
| Іван Сімпсон       | Беттл                |
| Дональд Кук        | Гарольд Ван Адам     |
| Гедда Гоппер       | місіс Еліс Читтендон |
| Чарльз Еванс       | доктор               |
| Рей Мілланд        | Едді                 |